# Бароу (окръг, Джорджия)
Окръг Бароу (на английски: Barrow County) е окръг в щата Джорджия, Съединени американски щати. Площта му е 422 km², а населението - 63 702 души. Административен център е град Уиндър.